# Tasiocerodes
Tasiocerodes is een ondergeslacht van het insectengeslacht Erioptera binnen de familie steltmuggen (Limoniidae).

## Soorten
- E. (Tasiocerodes) cnephosa (Alexander, 1966)
- E. (Tasiocerodes) nepalensis (Alexander, 1957)
- E. (Tasiocerodes) persessilis (Alexander, 1958)
- E. (Tasiocerodes) subsessilis (Alexander, 1924)